# Holms kyrka, Halland
Holms kyrka är en kyrkobyggnad som sedan 2016 tillhör Halmstads församling (2010-2016 S:t Nikolai församling och tidigare Holms församling) i Göteborgs stift. Den ligger i Holm, 8 km norr om centralorten i Halmstads kommun.

## Kyrkobyggnaden
Holms kyrka började byggas under tidig medeltid, troligen redan på 1100-talet. Från den första kyrkobyggnaden är absiden, koret och långhusets murar bevarade. Fram till mitten av 1700-talet hade långhuset på sydsidan bara tre små och högt belägna fönster och på nordsidan inga alls. Vid en restaurering på 1770-talet togs större fönsteröppningar upp på sydsidan och i början av 1800-talet tillkom fönster även på nordsidan. På södra sidan har långhuset strävpelare. 
Tornet av sten blev uppfördes 1821-1822 då det fick ersätta ett trätorn som förstörts av brand efter ett åsknedslag 1810. Det hade först lanternin, som 1899 ersattes av en spira. Slutligen fick det i mitten av 1950-talet en pyramidformad överbyggnad av trä.
En invändig restaurering genomfördes 1936-1937 under ledning av Harald Wadsjö.

## Inventarier
- Altarbordet av trä från 1824.
- En kopia av statyn Thorvaldsens Kristus.
- Predikstolen av trä från 1874.
- Dopfunt av trä med sniderier från 1915.
- Fyra altarljusstakar av malm från början av 1600-talet.
- En kyrkkista av ek med järnbeslag är troligen från 1600-talet.
- De ovan nämnda fem fönstren har glasmålningar utförda av Günther Teutsch med motiven: dop, konfirmation, vigsel, livets vardag och döden - det eviga livet. De invigdes 2000.
- I tornet hänger två klockor. Storklockan från 1626 är omgjuten 1763. Lillklockan är skänkt 1973.

### Orgel
- 1875 byggde E A Setterquist & Son, Örebro en orgel med 6 stämmor.
- 1952 byggde Olof Hammarberg, Göteborg en pneumatisk orgel.

| Huvudverk I  | Svällverk II      | Pedal      | Koppel   |
| Principal 8´ | Rörflöjt 8´       | Subbas 16´ | I/P      |
| Gedakt 8´    | Flöjt 4´          | Gedakt 8´  | II/P     |
| Oktava 4´    | Principal 2'      |            | II/I     |
| Flöjt 4'     | Nasat 1 1/3'      |            | II 16'/I |
| Oktava 2'    | Crescendosvällare |            |          |
| Mixtur III   |                   |            |          |

- Orgeln är mekanisk och tillverkad 1995 av Ålems Orgelverkstad. Den har sjutton stämmor fördelade på två manualer och pedal. Fasaden utförd 1875 av Setterquist & Son Orgelbyggeri är bevarad.[4]

## Bilder

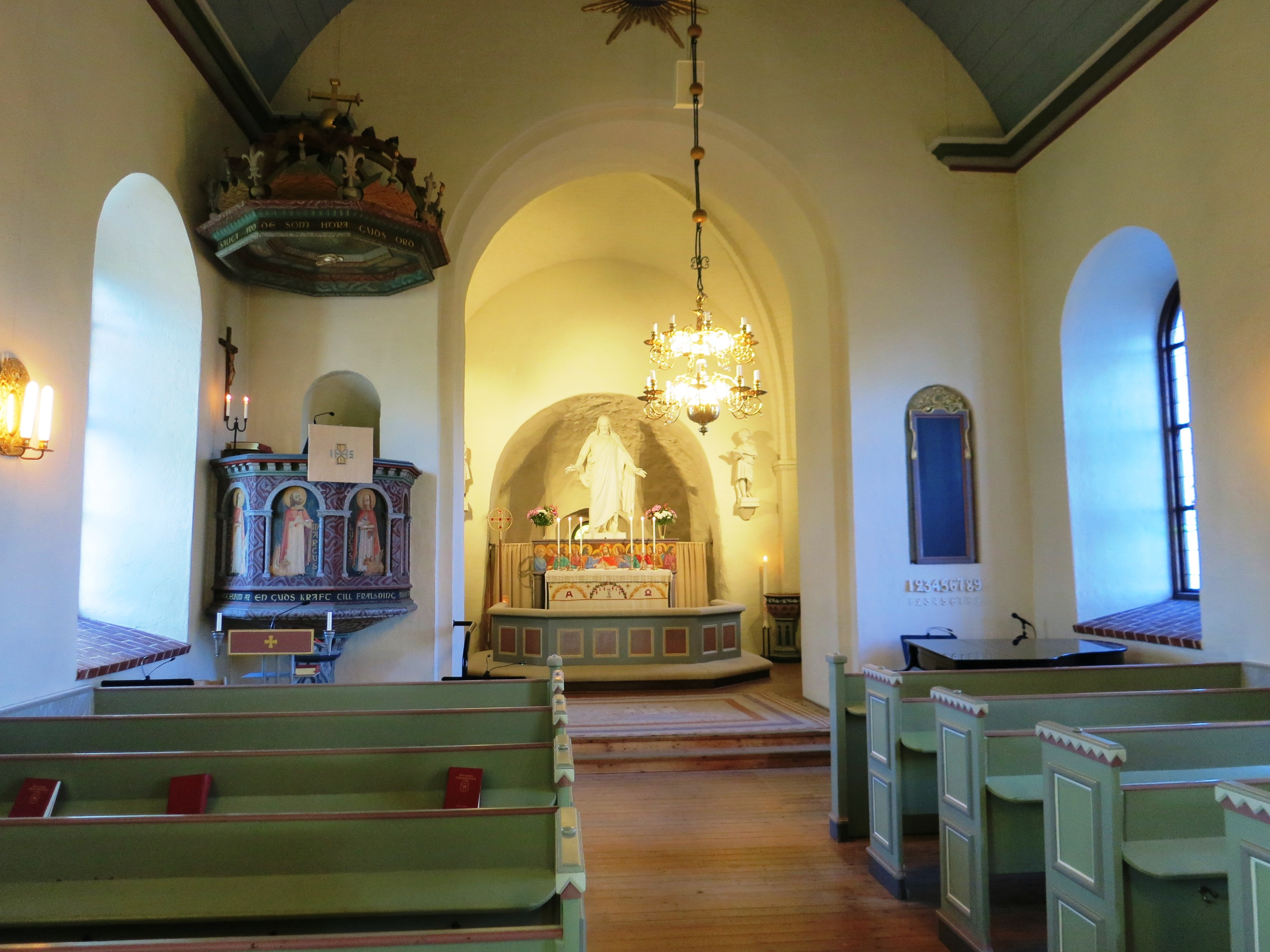
Interiör mot koret
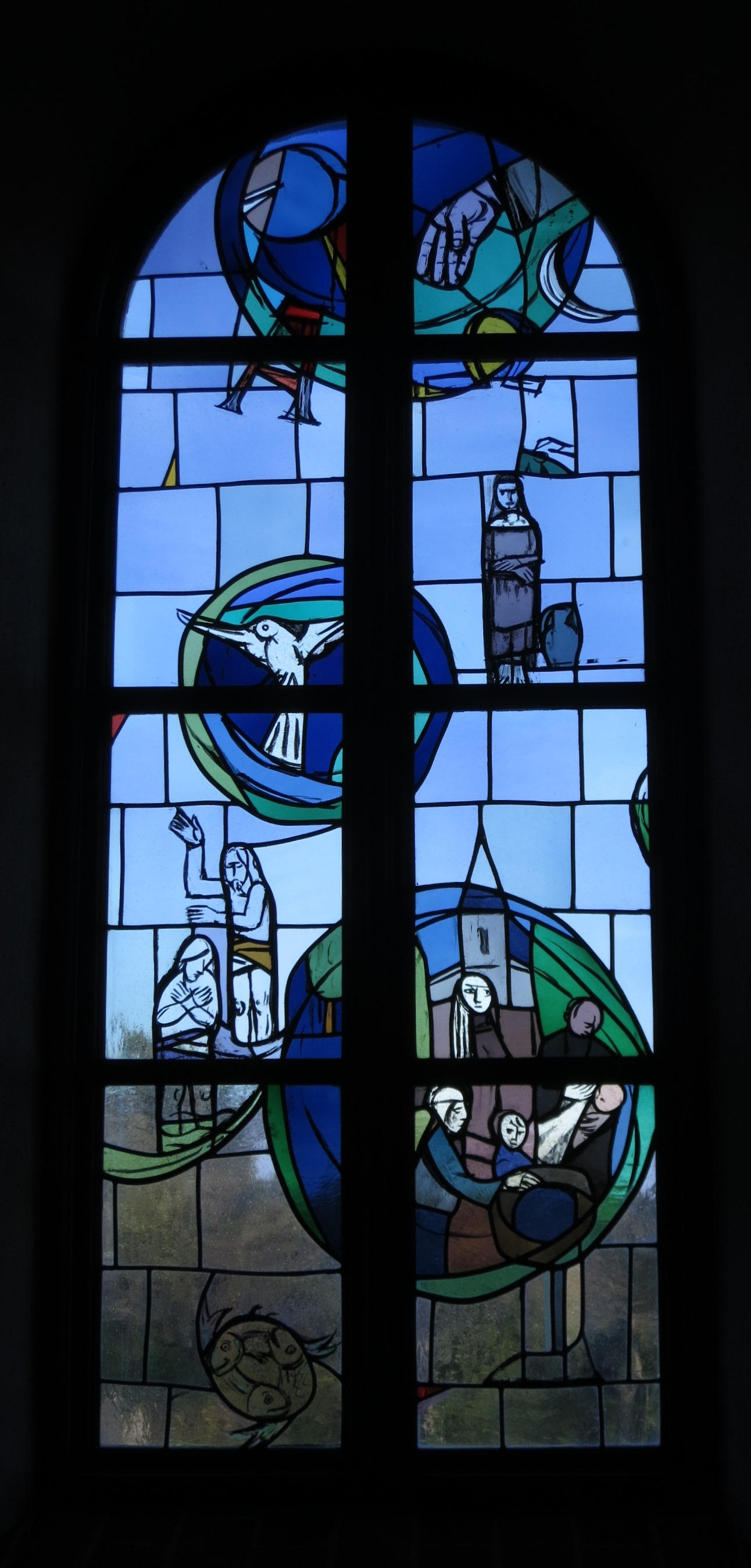
Kyrkfönster söder 1
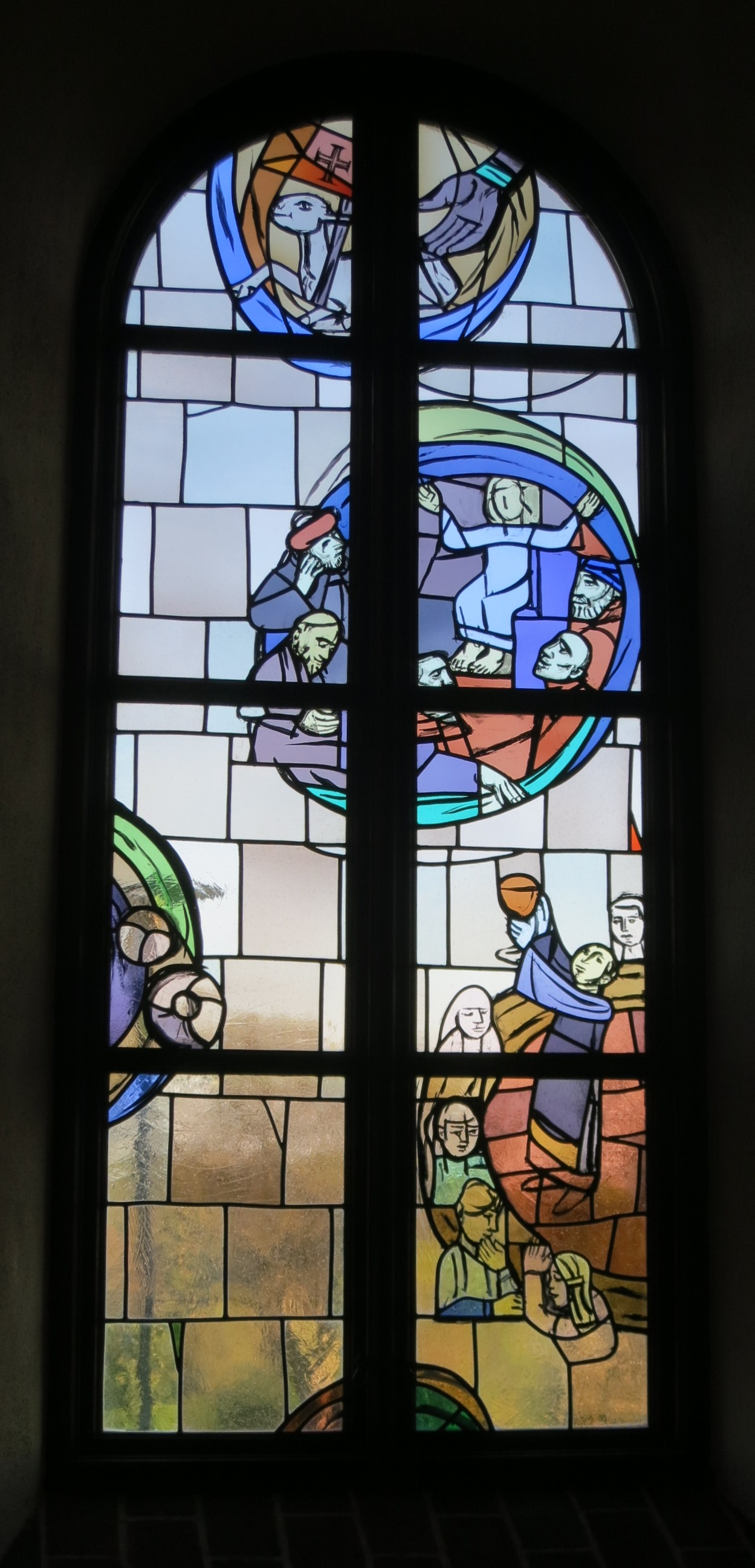
Kyrkfönster söder 2
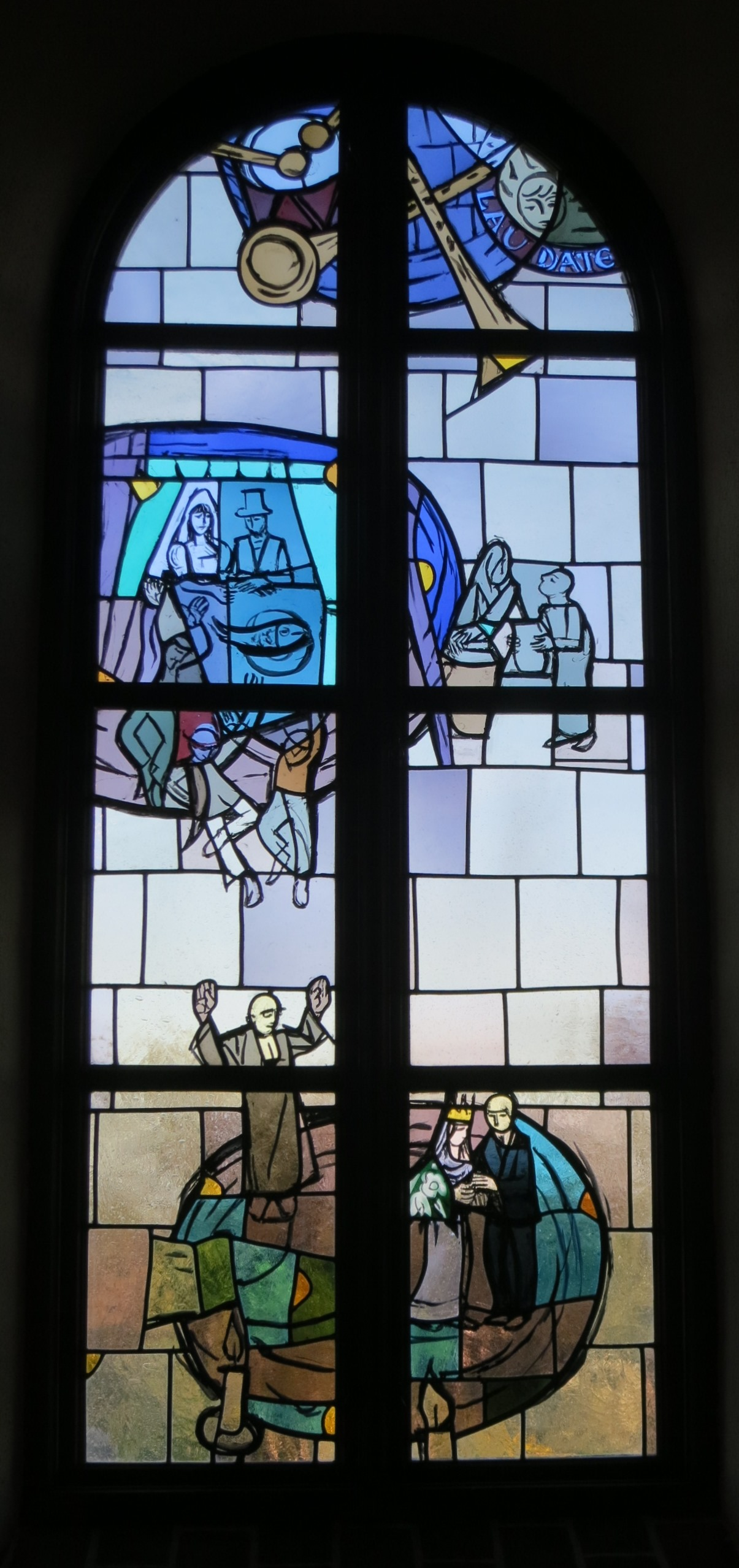
Kyrkfönster söder 3
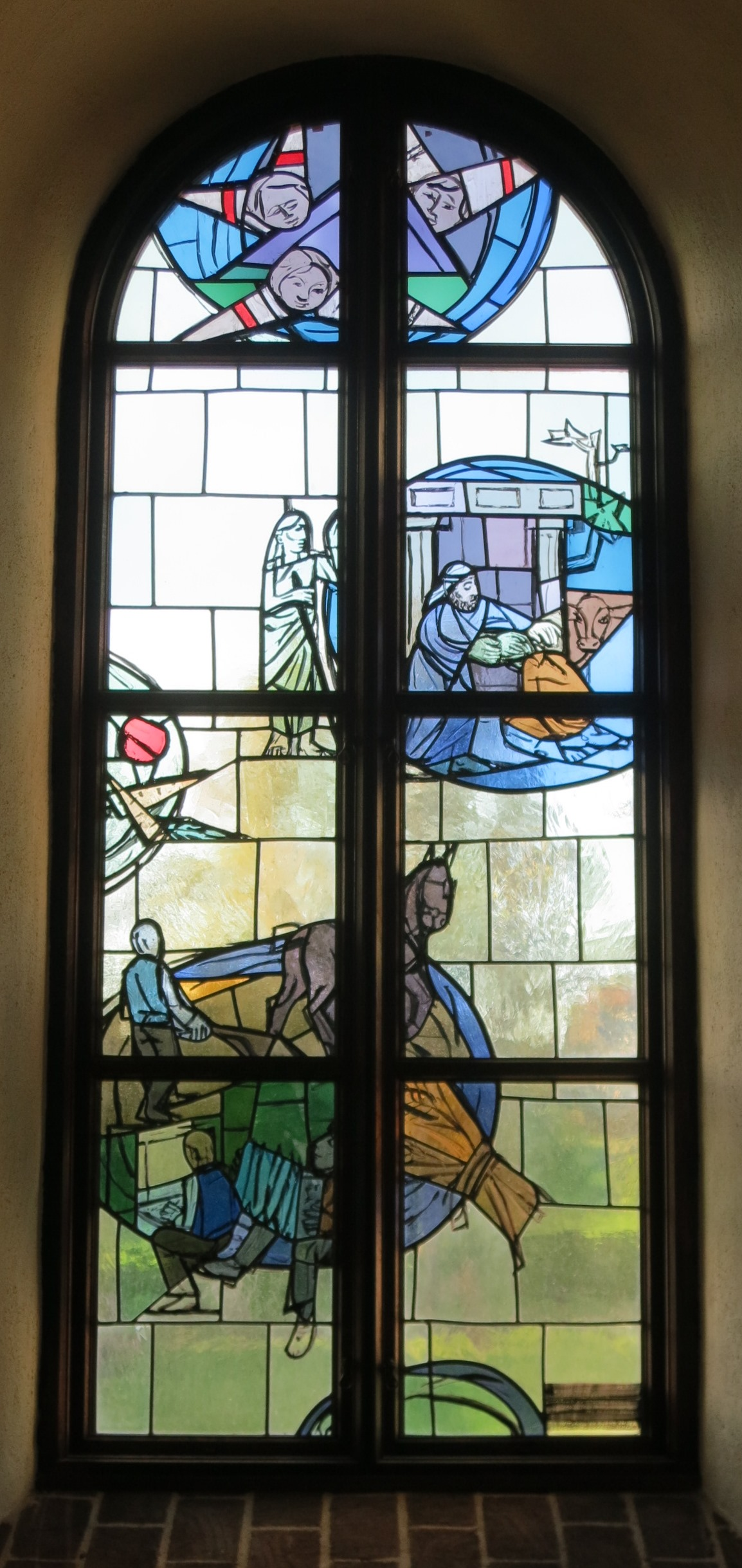
Kyrkfönster norr 1
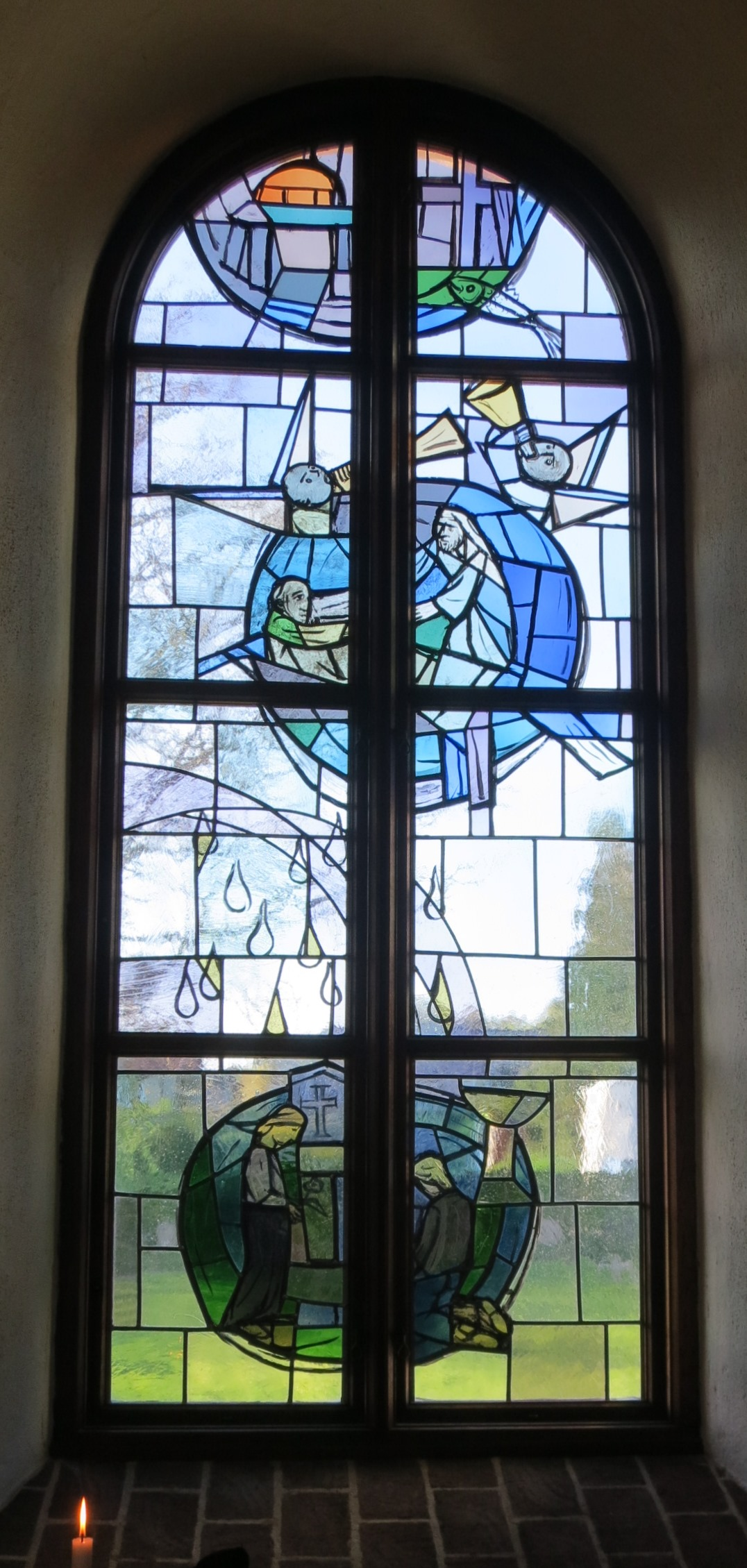
Kyrkfönster norr 2